# Dent d'Oche
La dent d'Oche est une montagne de Haute-Savoie, dans le massif du Chablais, à proximité de la frontière franco-suisse, qui culmine à 2 221 mètres d'altitude. Située à la limite des territoires communaux de Bernex et de Novel, elle domine Évian, Thonon et le Léman. Le sommet offre une vue panoramique sur les Alpes franco-suisses et les Préalpes suisses. C'est le sommet de plus de 2 000 mètres le plus septentrional de France.

## Toponymie
La dent d'Oche était autrefois dénommée dent d'Houche. Le terme Oche désigne une entaille ou une encoche que ce soit en patois chablaisien (ouche), vieux français (osche), en prélatin (osco) ou en latin vulgaire (coccia) et fait référence au col de Planchamp qui constitue une entaille entre la dent d'Oche et le Château d'Oche. Pour les anciens de Bernex, le terme proviendrait de l'italien Denta d'Occhi (littéralement « dent des yeux »).

## Géographie

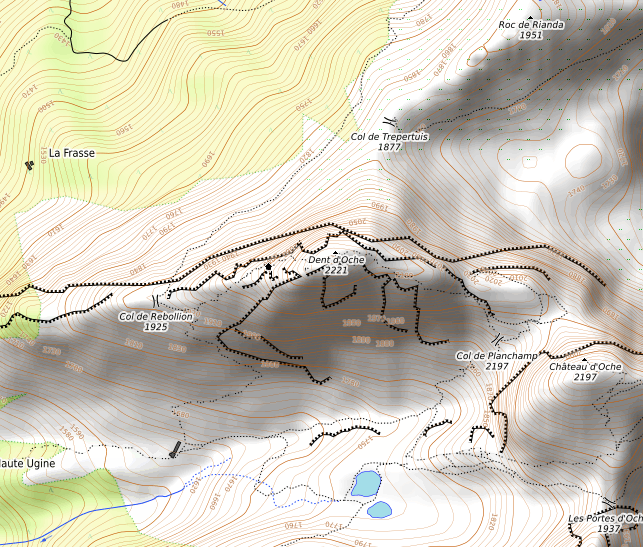
Carte topographique de la dent d'Oche.

### Situation
La dent d'Oche s'étend sur les communes de Bernex (est) et de Novel (ouest), son point culminant se situant à Bernex. Il est délimité à l'ouest par le col de Rebollion, au nord par le roc de Rianda, à l'est par le col de Planchamp qui le sépare du Château d'Oche tandis que le versant sud s'ouvre sur le vallon d'Oche.

### Topographie
La dent d'Oche forme une arête rectiligne d'orientation est-ouest scindée en deux dans sa partie occidentale par le col de Rebollion (1 925 m). À son extrémité orientale, le col de Planchamp (2 197 m) surplombe le vallon délimitant la dent d'Oche du château d'Oche et sert de point passage pour atteindre le sommet. Les deux cols demeurent sur le territoire de Bernex. Elle présente une morphologie asymétrique avec un versant septentrional très vertical tandis que le versant méridional forme une pente structurale. L'arête s'incurve vers le sud à son extrémité orientale pour rejoindre la paroi nord du château d'Oche. Le versant septentrional fait face au roc de Rianda et au pic Boré qui délimitent avec le Grand Mottay le bassin de drainage du ruisseau des Plenets. C'est au pied du versant méridional que prend naissance l'Ugine, non loin du lac de la Case.
Il est communément admis dans le Chablais que l'altitude de la dent d'Oche est de 2 222 m. Il s'agit d'une ancienne mesure de l'altitude de la dent d'Oche que l'on retrouve notamment sur les cartes topographiques des années 1950 de l'IGN. Mais, en 1979, une nouvelle mesure, effectuée par des géomètres de l'IGN au moyen d'un théodolite, fournit une altitude de 2 220,8 m, arrondi à 2 221 m, et qui est depuis reprise sur les cartes topographiques actuelles. Cette dernière mesure est par ailleurs confirmée par une nouvelle mesure par GPS en 1997.

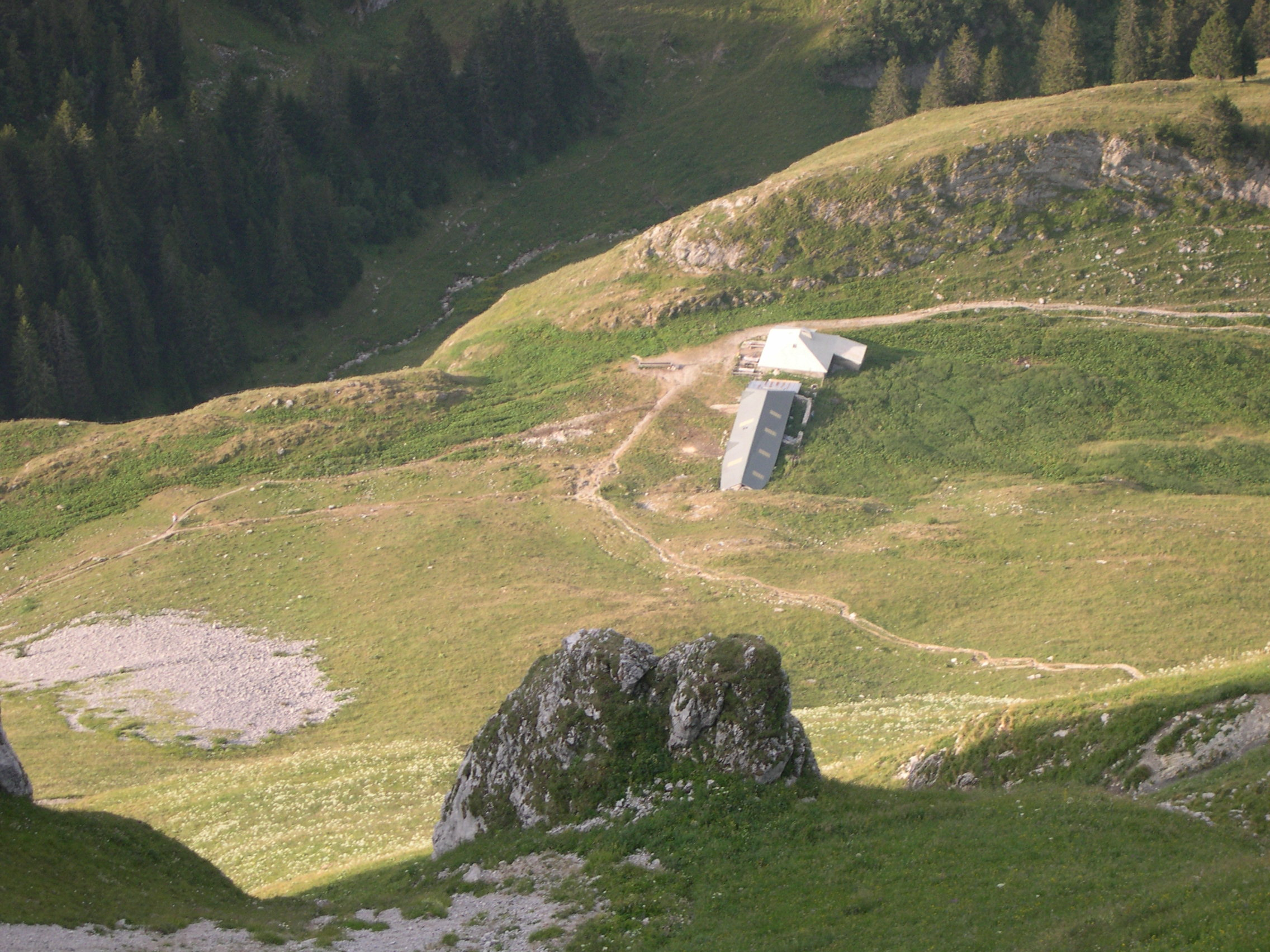
Vue depuis le sommet sur les chalets d'Oche.
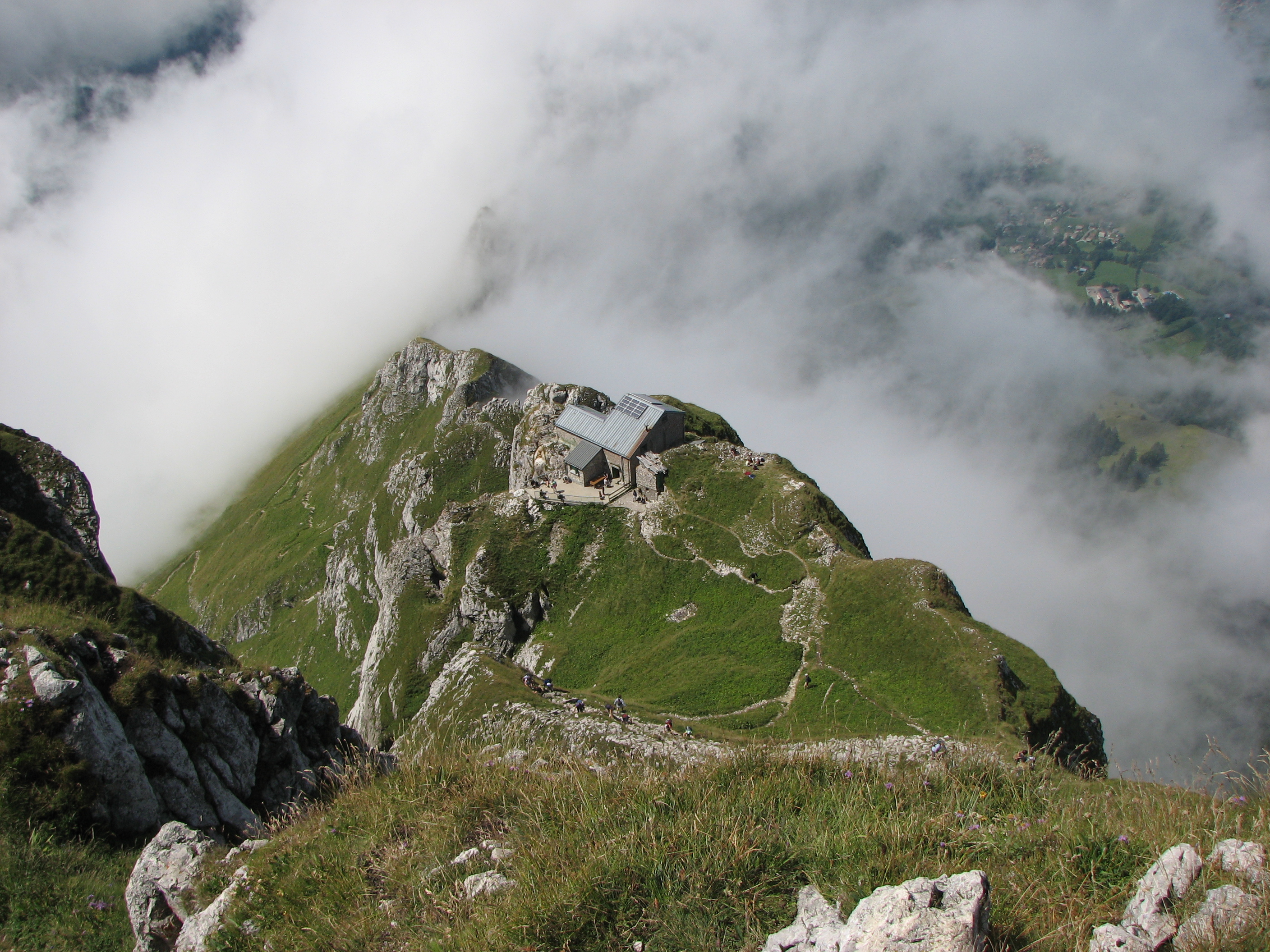
Le refuge de la Dent d'Oche situé à une centaine de mètres sous le sommet.
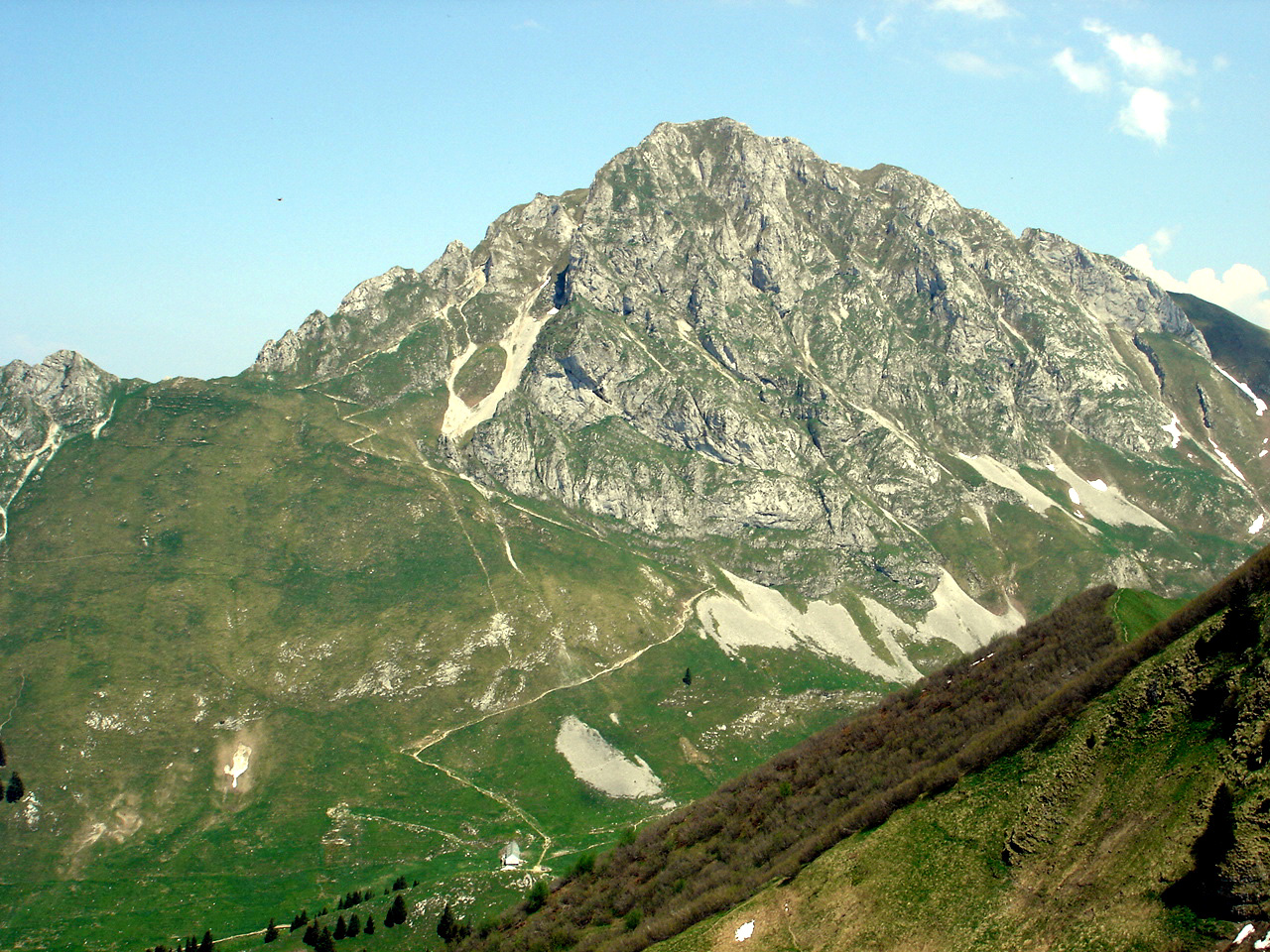
Vue sur la dent d'Oche.
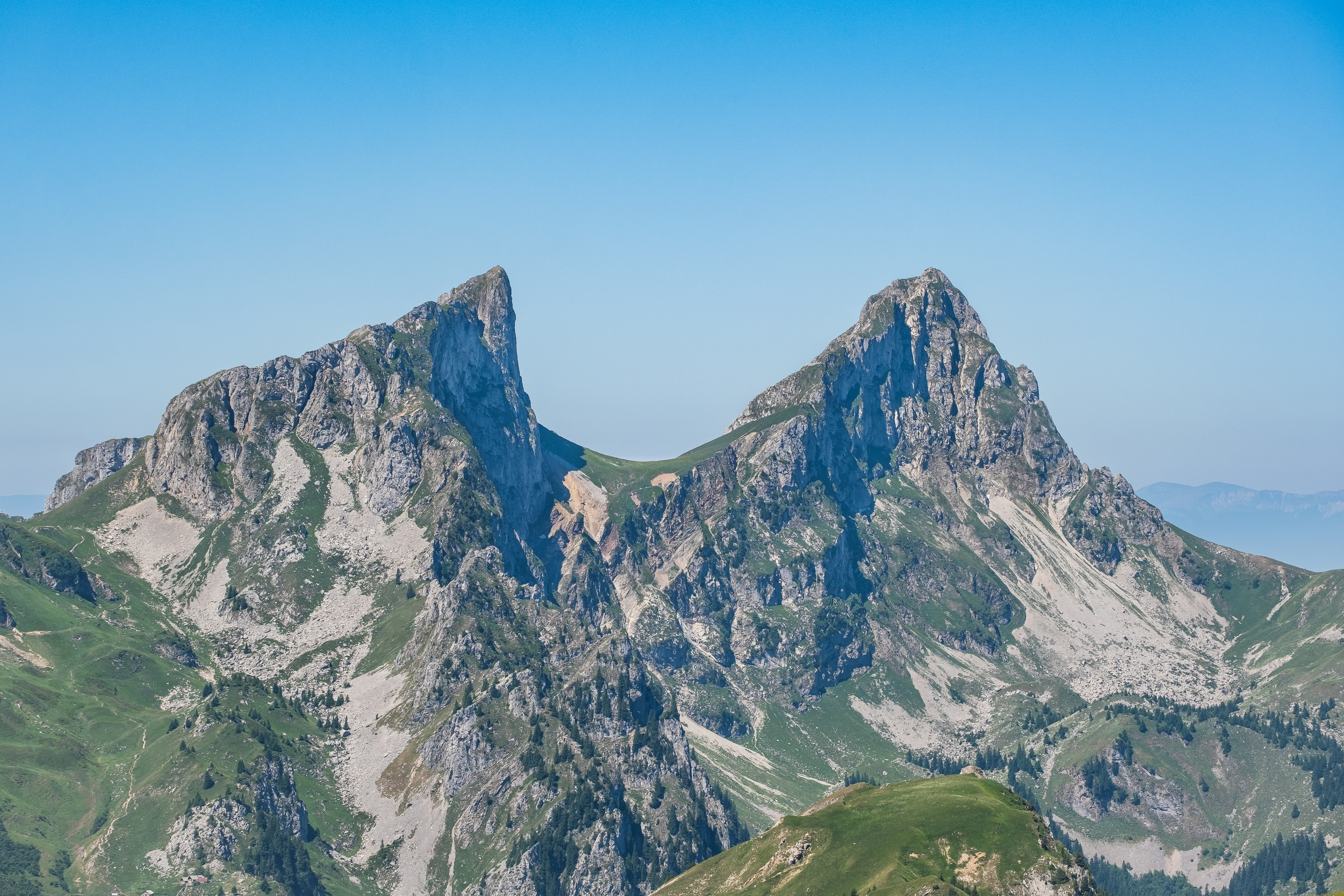
La dent d'Oche et le Château d'Oche vus depuis Le Grammont, à l'est.

### Géologie
La dent d'Oche appartient à la nappe des Préalpes médianes plastiques. Sa topographie particulière correspond à une écaille tectonique redressée et reposant en chevauchement sur les plis septentrionaux de cette même nappe. La montagne est quasi exclusivement composée de calcaires massifs du Jurassique supérieur (formation du Moléson en Suisse) qui constituent l'arête sommitale et ses flancs et l'essentiel des roches affleurantes. Cette unité forme une épaisse dalle inclinée de 60° en direction du vallon d'Oche. Elle est dédoublée à son sommet par une faille de chevauchement secondaire et correspondant à un ressaut avant l'accès au sommet. La dent d'Oche se distingue des autres reliefs de la nappe des Préalpes médianes plastiques par sa faible épaisseur de Jurassique moyen (calcaires à Cancellophycus).
Le flanc nord constitue une importante falaise calcaire recoupant les calcaires massifs. Au pied du flanc nord, la succession, normale et d'épaisseur réduite, descend jusque dans le Trias et correspond en grande partie aux pentes herbeuses. La semelle triasique de l'écaille de la dent d'Oche reposerait sur un synclinal pincé dont le flanc sud est rompu et qui se prolonge par l'anticlinal de Rianda. Le cœur du synclinal est constitué la formation des Couches rouges (Crétacé supérieur - Éocène moyen) et la nappe de la Simme s.l. (nappes supérieures des Préalpes).
Le flanc sud forme au contraire une pente structurale. Le pied du flanc sud correspond au synclinal d'Oche qui se poursuit au-delà du col de Planchamp. C'est un synclinal déversé dont le cœur du pli est constitué par la formation des Couches rouges qui forme les pentes herbeuses et le vallon d'Oche, ainsi que le col de Planchamp. Le versant sud du synclinal d'Oche est délimité par le flanc renversé de les calcaires massifs dont le prolongement vers l'est forme le Château d'Oche. Ce flanc renversé est à son tour en contact tectonique avec la semelle triasique du chevauchement de Pelluaz.
Vers l'ouest, la dent d'Oche est recoupée par une faille décrochante dextre formant le col de Rebollion et explique aussi l'absence de continuité latérale vers l'ouest du Château d'Oche. De la même manière, le prolongement de la dent d'Oche est interrompue au-delà de l'Ugine par le décrochement de Bonnevaux.

## Histoire
Une statue de la Vierge a été érigée en 1949 au sommet de la dent d'Oche. Elle fut par la suite détruite par la foudre et remplacée par une croix en fer forgé le 17 octobre 1981. La croix fut construite par un artisan de Bernex. Elle a ensuite été portée depuis la Fétiuère par Pierre Mercier puis bénie par le père Dohu le 4 septembre 1982. Son embase a été modifiée après que la foudre l'eut éclatée pour permettre au fer de la croix d'être en contact direct avec le sol.

## Ascension
La dent d'Oche est accessible depuis les chalets d'Oche, le col de Rebollion et le col de Planchamp. À une centaine de mètres sous le sommet se trouve un refuge du Club alpin français, le refuge de la Dent d'Oche. Celui-ci a été construit en 1913 à la suite d'une reconnaissance en 1910 par un groupe du Club alpin français. Il est inauguré en 1914. Son emplacement actuel fut retenu car le refuge est visible depuis la majeure partie des bords du lac Léman, de Nyon à Évian-les-Bains. L'accès au refuge et au sommet sont réalisables en été par un randonneur moyen.
La face nord peut être escaladée. Elle a été ouverte le 6 juin 1925 par François Jacquier avec les frères Arthur, Camille et Joseph Ravanel (dit « le Rouge »). L'escalade de cette paroi, haute de 350 mètres, est la plus difficile de la région du Chablais (difficulté 5a à 6b). Certains passages exigent un sérieux entraînement. Il existe quatre voies : la face nord directe, la Ravanel, le Moustiqu'oche et la directe du Refuge. Il existe aussi quelques voies sur la face ouest (difficulté 5a à 6b).
Le 13 avril 2018, un couloir a été skié pour la première fois par Bégain père et fils sur le versant nord-ouest de la première dent et nommé « couloir Michel » en souvenir d'un des gardiens du refuge.